# Hayao Miyazaki
Hayao Miyazaki (japanska: 宮崎駿?, Miyazaki Hayao), född 5 januari 1941 i Tokyo, är en japansk animatör, regissör och serieskapare. Hans karriär spänner över sju årtionden, och han är den idag mest framgångsrike japanske filmregissören och den internationellt mest kände av de idag verksamma japanska filmskaparna. Sedan 1985 har hans filmer animerats av Studio Ghibli, och alla Miyazaki-filmer från och med 1989 års Kikis expressbud har blivit årets största bioframgång på japanska biografer. Miyazakis största internationella filmframgång blev Spirited Away från 2001, som bland annat 2003 vann Oscar som bästa animerade långfilm. Efter premiären på Det blåser upp en vind meddelande han i september 2013 sin pensionering som regissör/filmskapare, men han återkom tio år senare med Pojken och hägern. I november 2014 fick han motta en heders-Oscar.
Miyazaki debuterade som animatör 1963 och kom under de följande åren att arbeta på en mängd olika TV-serie och filmproduktioner hos marknadsledande Toei. Från 1968 etablerade han ett tätt samarbete med den några år äldre kollegan Isao Takahata, och duon ledde under 1970-talet flera framgångsrika TV-serieproduktioner. I slutet av årtiondet debuterade Miyazaki som regissör av både TV- och bioanime, och i början av 1980-talet påbörjade han sin tolv år långa produktion av mangan Nausicaä från vindarnas dal. Denna ledde till en film och därefter till grundandet av den egna Studio Ghibli, där Miyazakis regissörstalang skulle blomma ut i nio av Japans största filmsuccéer. 1997 års Prinsessan Mononoke var den första som distribuerades internationellt av Disney-koncernen och den första animerade film som vann Japanska filmakademins pris för bästa film. 2001 års Spirited Away blev än mer framgångsrik.
Miyazakis filmer behandlar ofta teman som människa–natur och svårigheten att välja den fredliga vägen. Hans filmhjältar är ofta starka, självständiga flickor eller unga kvinnor, och deras motståndare karaktäriseras ofta av en blandning av ont och gott. Förutom sina egna regiarbeten har Miyazaki vid ett antal tillfällen skrivit manus till eller producerat andra av Studio Ghiblis filmer.

## Biografi

### Bakgrund
Miyazaki föddes 5 januari 1941, som nummer två av fyra bröder, i Akebono i Bunkyō, Tokyo. Arata föddes 1939, Yutaka 1944, och Shirō var yngst. Hayao Miyazkis tidiga barndom var starkt präglad av hans födelse mitt under andra världskriget och att sedan växa upp i ett förött Japan. Upplevelserna från barndomen kom senare att göra många avtryck i hans verk.
Brödernas far, Katsuji Miyazaki, var chef på familjefirman Miyazaki, ett litet industriföretag som ägdes av hans bror (Hayaos farbror). Företaget tillverkade bland annat skevroder till Zero-planet, det mest kända av andra världskrigets japanska stridsflygplan. Denna uppväxtmiljö ligger med stor sannolikhet bakom den unge Hayao Miyazakis växande fascination för flygplan och flygning i allmänhet, ett intresse som synts i åtskilliga av hans produktioner.
Mellan 1947 och 1955 var Miyazakis mor drabbad av en form av tuberkulos. Hon var under den tiden sängliggande, först på sjukhus och därefter hemma. Hayao var mycket fäst vid sin mor; den sängliggande modern i Min granne Totoro är baserad på henne.. Shirō Miyazaki, Hayaos yngre bror, har sagt om figuren Dora i Laputa – slottet i himlen att hon var baserad på deras mor, inte rent fysiskt men till sättet.
För att fly undan kriget och bombningarna flyttade familjen Miyazaki ett antal gånger åren 1944 och 1945 – bland annat till Utsunomiya och Kanuma, norr om Tokyo. Familjeföretaget Miyazaki hade sin fabrik i Kanuma. Hayao började skolan 1947 och kom under det närmaste decenniet att byta skola ett antal gånger. Han började grundskolan i Utsunomiya och flyttade 1950 till Omiya-skolan i Tokyo-stadsdelen Suginami, sedan familjen flyttat in till huvudstaden. 1951–1955 läste Miyazaki på Eifuku-skolan. De första två gymnasieåren tillbringades på Omiya-skolan, det sista på Toyotama-gymnasiet.

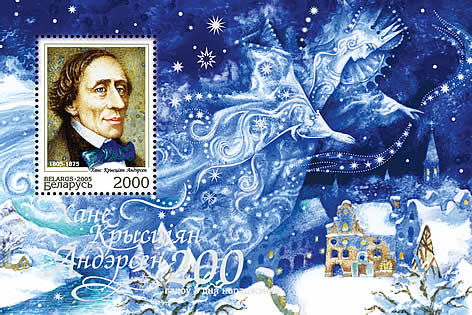
Miyazaki präglades av flera animerade filmer i sin ungdom. 1957 års Snödrottningen (av Lev Atamanov, efter H.C. Andersens historia) följdes av den japanska Hakuja den.

Under sitt sista gymnasieår såg Hayao sitt livs första japanska animerade film i färg – Hakuja den ('Den vita ormen'). Filmen, i regi av Taiji Yabushita, var inspirerad av en kinesisk folksaga. Den blev en stor upplevelse för den unge studenten; han har sagt att han blev förälskad i filmens hjältinna, Pai-nyan, och att han därefter grät hela natten. Miyazaki var också en stor beundrare av Osamu Tezuka och försökte lära sig hans teckningskonst, först genom att teckna av Tazukas teckningar av flygplan. Till slut kom han på att han inte kunde teckna människor och att det enda han lyckats med var att kopiera Tezuka. Så han brände i pur besvikelse upp de serieberättelser som han dittills tecknat. Senare har Miyazaki sagt att han då förstod hur svårt det var att skapa sig sin egen stil.
Efter gymnasiet inleddes studier på Gakushūinuniversitetet, där han 1962 bland annat läste ekonomi och författade en uppsats om den japanska industrin. Samma år blev han medlem i universitetets studieklubb om barnlitteratur.

### De första åren på Toei
I april 1963 började Hayao Miyazaki sitt yrkesliv som intervalltecknare på animationsstudion hos det stora filmbolaget Toei. Efter tre månaders träning fick han börja arbeta med filmen Wan wan chushingura och därefter med studions första TV-serie Ōkami shônen Ken ('Vargpojken Ken') – som konkurrerade med Tezukas nystartade TV-serie Tesuwan Atom (Astro Boy). Han gjorde sig ett namn två år senare (1965), då han stod för det nyskrivna slutet på den animerade långfilmen Gulliver no uchū ryokō (Gulliver i världsrymden). Miyazaki fick 19 500 yen i månadslön, av vilket 6 000 yen gick till att betala månadshyran i den lilla lägenheten i stadsdelen Nerima.
1964 inträffade en arbetskonflikt på studion, och Miyazaki tog då ledningen över de protesterande. Därefter valdes han till sekreterare i den lokala fackföreningen, där Isao Takahata samtidigt var vice ordförande. Han inledde vid samma tid en närmare relation med Akemi Ōta, en av studions andra animatörer. De två gifte sig i oktober 1965 och flyttade därefter till Higashi-Murama.
1965 var också året då Miyazaki påbörjade sitt första längre samarbete med Takaha – Hustle Punch. När Takahata därefter påbörjade långfilmsprojektet Taiyō no ōji – Horusu no daibōken ('Solprinsen Hols äventyr') anmälde sig den 23-årige Miyazaki som frivillig. Han såg det som sin sista möjlighet att få arbeta på en långfilm och slippa undan arbetet med TV-serier. Takahata, Miyazaki och Yasuo Ōtsuka gav ett löfte om att det här projektet skulle ros i hamn, kosta vad det kosta vill. Efter många turer och en lång arbetskonflikt mellan animatörerna och Toei fick filmen till slut premiär 21 juli 1968. Den var en konstnärlig framgång men ett kommersiellt misslyckande.
Samma år arbetade Miyazaki, bland annat tillsammans med sin fru, på Nagagutsu o haita neko (Mästerkatten i stövlar, svensk premiär 1973) efter Charles Perraults saga. Denna gång hade Hayao Miyazaki avancerat till en roll som nyckelanimatör. Han var bland annat ansvarig för den halsbrytande jakten bland Lucifers slotts tinnar och torn i slutet av filmen. 1969 animerade Miyazaki några scener i filmen Sora tobu yûreisen ('Spökskeppet'), en långfilm där han på nytt fick sällskap av sin fru under produktionen.
Paret Miyazaki hade då blivit föräldrar till två pojkar. Gorō Miyazaki (född januari 1967) gav sig, efter en karriär som trädgårdsarkitekt, på 2000-talet in i animebranschen som regissör. Keisuke (född april 1969) är konstnär och arbetar med gravyrer och trästatyetter – en av dem syns i filmen Om du lyssnar noga. Familjen flyttade 1970 till Tokorozawa i Saitama prefektur. Akemi lämnade sitt arbete som animatör för att ta hand om barnen.
Parallellt arbetade Hayao Miyazaki på diverse TV-serieproduktioner som Mahōtsukai Sally ('Sally den lilla häxan') och Himitsu no Akko-chan ('Den mystiska lilla Akko'). Han tecknade även några mangaproduktioner; Sabaku no tami ('Folket i öknen') publicerades september 1969 till mars 1970 i tidningen Shōnen Shōjo Shinbun (den signerades via pseudonymen "Akitsu Saburo").

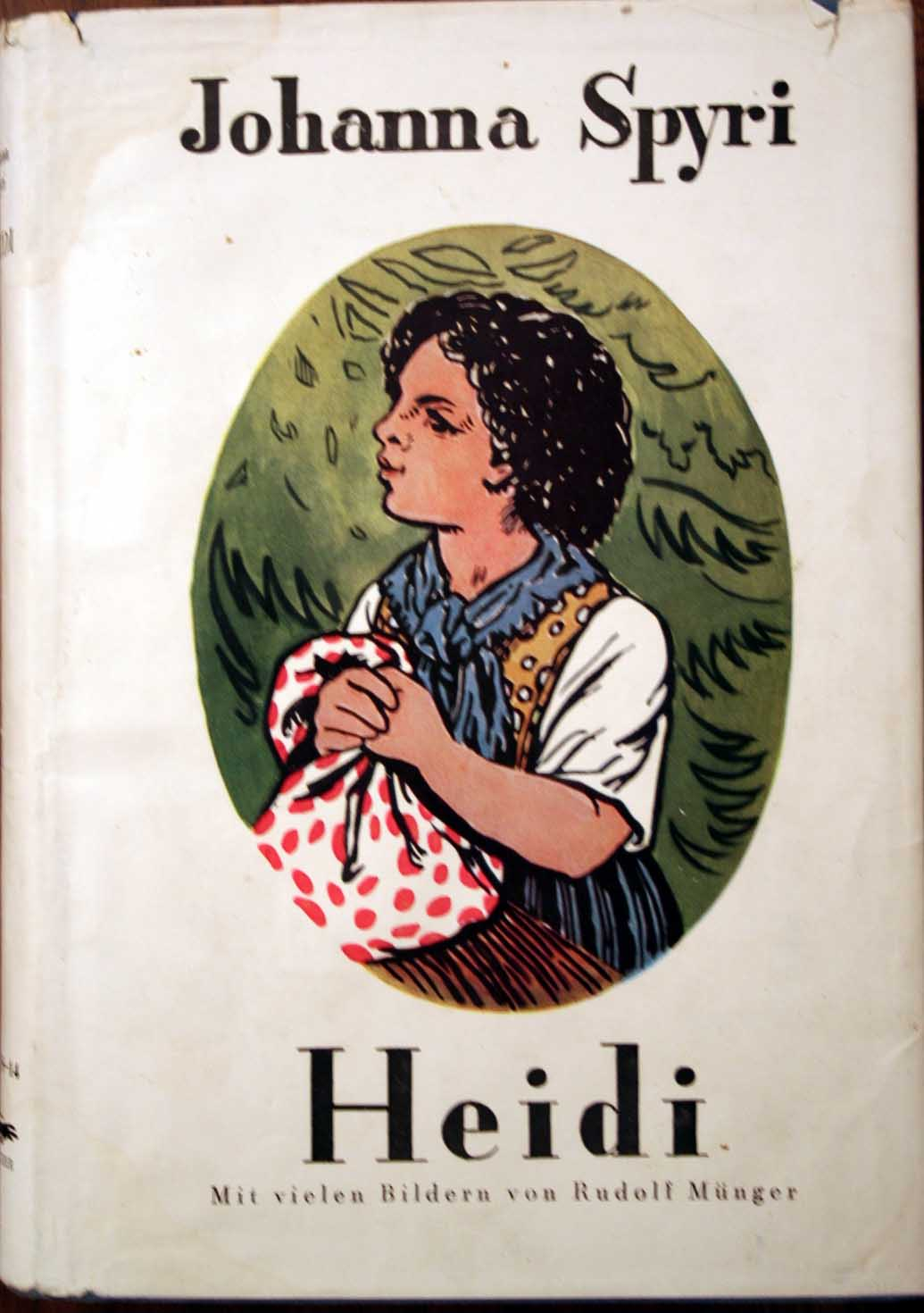
1974 deltog Miyazaki i produktionen av en TV-serie efter Johanna Spyris böcker om alpflickan Heidi.

1970–1971 deltog Miyazaki i produktionen av Hiroshi Ikedas långfilm Dobutsu takarajima (Jakten på Skattkammarön)., efter Stevensons berömda äventyrsroman. Till filmen skapade Miyazaki en originalfigur – Cathy, en ung rödhårig flicka klädd i blått. Hon var den första representanten för en personlighetstyp som Miyazaki skulle återvända till många gånger under sin karriär.

### Efter Toei, före Ghibli
1971 lämnade Miyazaki Toei och gjorde sällskap med Takahata och Yōichi Kotabe på nystartade A Production (A-Pro). Tillsammans med Yutaka Fujiota (ordförande för produktionsbolaget Tokyo Movie Shinsha) reste Miyazaki till Sverige för att försöka skaffa rättigheterna till att animera Pippi Långstrump. Man hade då redan påbörjat storyboard-arbetet. Astrid Lindgren tackade dock nej till det hela. Resan var dock inte helt förgäves, eftersom man bekantade sig med de svenska miljöerna, vilka senare bland annat skulle komma att dyka upp i Kikis expressbud.
1971–1972 arbetade trion Miyazaki, Takahata och Kotabe på ett antal avsnitt av den första TV-seriesäsongen av Lupin III efter Monkey Punchs succémanga. Dessutom tecknades två avsnitt i miniserien Panda, panda! (med Takahata som regissör och Miyazaki som huvudanimatör), vars lilla föräldralösa men orädda flicka med röda flätor hade lånat minst ett par karaktärsdrag från Astrid Lindgrens romanfigur. I de 35 minuter långa filmerna presenterades och en tidig prototyp till den senare succén Totoro, via den runda och jovialiska pandapappan.
I juni 1973 lämnade trion A-Pro och gick över till konkurrerande Zuiyo Eizo, en filial till Nippon Animation. De var de närmaste fem åren – i olika konstellationer – inblandade i World Masterpiece Theater (japanska:  世界名作劇場?, Sekai meisaku gekijō). Detta var ett löpande projekt att animera främst europeiska barnlitteratur till ett år långa TV-serier, påbörjat under det sena 1960-talet och fortsatt fram till i våra dagar. Många av TV-serierna har översatts till franska, spanska och andra sydeuropeiska språk, inklusive Alps no shōjo Heidi (efter Johanna Spyris böcker om alpflickan Heidi). Inför denna reste Miyazaki till Schweiz för att skaffa bakgrundsmaterial till sitt uppdrag som scenkonstruktör för hela TV-serien. 1975 gjorde Miyazaki en motsvarande resa till Italien och Argentina, som del i förarbetet med Haha wo tazunete sanzenri ('Resa 3 000 ri till mamma', även känd som Marco).
1978 gavs Miyazaki, av Nippon Animation, chansen att för första gången få arbeta som regissör. Det resulterade i den 26 avsnitt långa TV-serien Mirai shōnen Conan ('Framtidspojken Conan', även marknadsförd som Conan, The Boy in Future). Serien baserades på Alexander Keys SF-influerade ungdomsbok The Incredible Tide. Där fick Miyazaki arbeta omkring ämnen som förebådade både Nausicaä från Vindarnas dal (postapokalyptiska miljöer och svåra miljöproblem) och Laputa – slottet i himlen (snarlika huvudfigurer). I serien presenterades också Miyazakis första flygande farkoster.

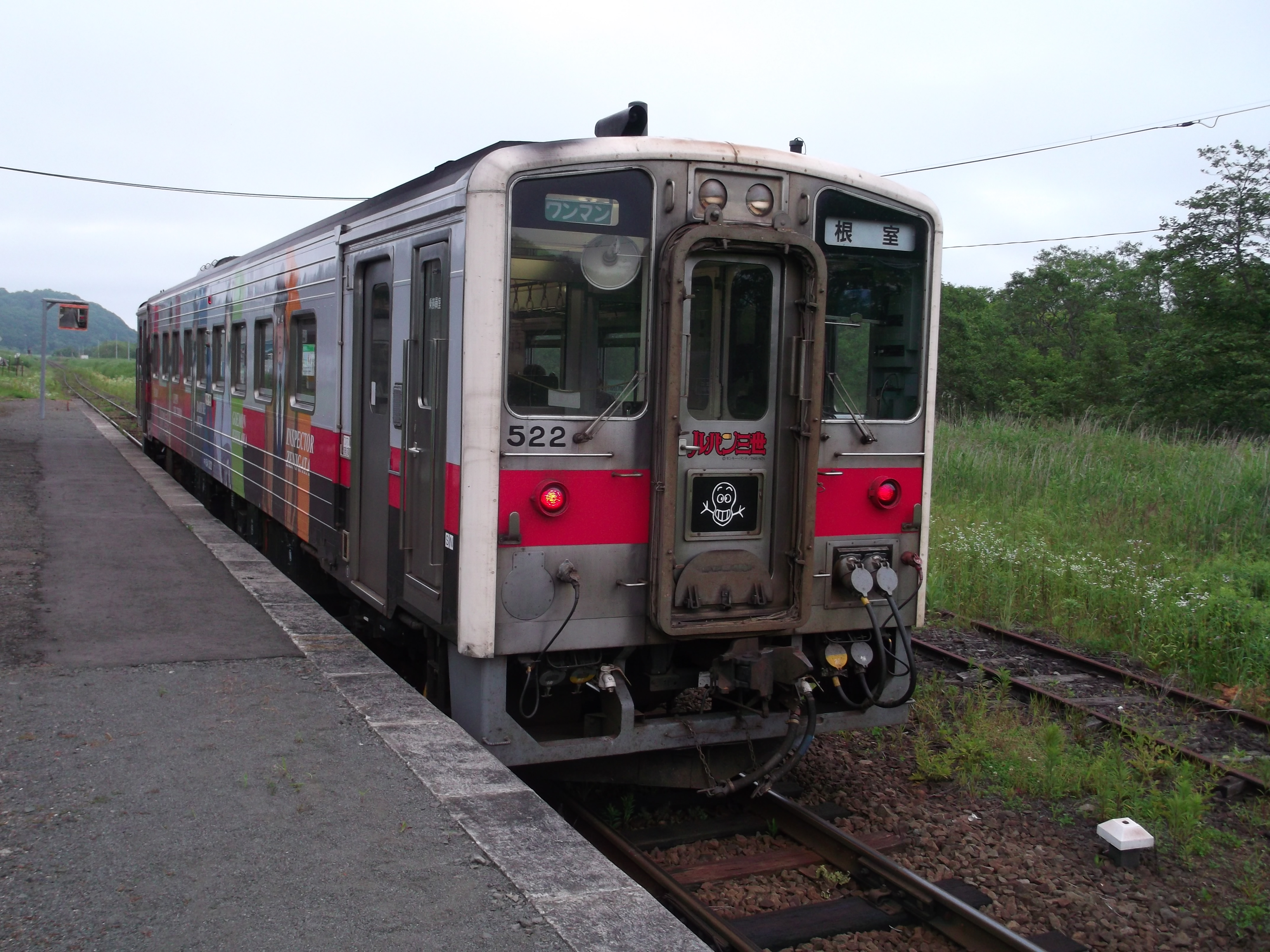
Japansk pendeltågsvagn med Lupin III:s signum vid dörrslussen på kortsidan.

Samma år blev Takahata uppringd av en ung reporter (nyanställd på branschtidningen Animage) som ville tala med honom om hans Hols-film från 1968. Den unge reportern – Toshio Suzuki – ville skriva om animationsklassiker, men Takahata (som fortfarande ville lägga konflikterna kring filmen bakom sig) pratade under det en timme långa samtalet endast om nyare projekt. Sedan lämnade han över luren till Miyazaki, som "äntligen" gav Suzuki lite uttalanden om Hols. Det slutade med att Miyazaki krävde att få minst 16 sidor i tidningen. Suzuki nämnde inte de två i den färdiga texten men glömde inte dem. Han kom ett antal år senare att hamna i rollen som produktionschef på Studio Ghibli och vän för evigt med Miyazaki.
1979 började Miyazaki arbeta på Tokyo Movie Shinsha. Samma år hade han premiär på sin första film som regissör – Slottet i Cagliostro. Med denna film återknöt han bekantskapen med gentlemannatjuven Lupin III, och filmen kom att innebära ett stort steg i karriären. Suzuki och Miyazaki träffades för första gången, även om det den här gången var Miyazakis tur att negligera den andre (han vägrade bland annat att ställa upp på bild). Trots detta fortsatte Suzuki att skriva om Miyazakis arbeten i Animage.
Året därpå arbetade Miyazaki för Telecom Animation och agerade där huvudinstruktör för nya animatörer. Vid samma tid producerade han avsnittet 145 och 155 i den andra TV-serien med Lupin III. I den här produktionen använde sig Miyazaki av pseudonymen "Telecom".
1982 regisserade (han skrev också manusen) Miyazaki de sex första avsnitten av Sherlock Hund. Avsnitten hade premiär först 1984 och 1985, då Miyazaki sedan länge gått vidare till nya projekt. TV-serien, som producerades i samarbete med italienska RAI, presenterade Sherlock Holmes äventyr som om han hade varit en antropomorfisk hund.

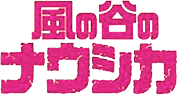
Nausicaä från Vindarnas dal, en framgång både som manga och som långfilm.

Vid den här tiden började han regelbundet umgås med Suzuki och delge honom idéer till kommande projekt. Ett av dem realiserades i form av mangan Nausicaä från Vindarnas dal, efter att ett filmbolag efter ett annat vägrat ge honom chansen att göra film av den. Först skulle något vara känt som manga eller musik, innan de kunde tänka sig att överväga en filmproduktion. Suzuki lät sig inte nedslås utan började publicera Miyazakis manga i Animage. Serien om den förgiftade världen efter Katastrofen, med en modig prinsessa som huvudfigur och ett stort upplagt epos i sikte, kom att sammanlagt ta Miyazaki tolv år att avsluta. Serien blev en läsarsuccé och röstades året därpå fram som favoritmanga i tidningen. Samtidigt producerade Miyazaki den kortare illustrerade berättelsen Shuna no tabi ('Shunas resa'), som utspelade sig i snarlik miljöer. Den hade både drag av Ursula Le Guins Övärlden-universum (vilket Miyazaki då förgäves försökt få tillstånd att göra animerad film av) och den senare Prinsessan Mononoke (som Miyazaki något år tidigare gjort som en kort avslutade berättelse).
1983 kunde man påbörja en filmversion av Miyazakis Nausicaä-koncept. Hayaos bror Shirō arbetade på den stora reklamfirman Hakuhōdo, vilket ledde till att de gick in som medproducenter ihop med Tokuma (utgivare av Animage) på filmen.. Miyazaki ställde mycket höga krav på produktionen, så projektet drog ut på tiden. Man satte in en småannons i Animage för att rekrytera fler dugliga krafter till produktionen, och en av dem som svarade var Hideaki Anno (som många år senare skulle nå stjärnstatus med Neon Genesis Evangelion och 2013 gav röst åt huvudfiguren i Miyazakis sista långfilm). Miyazaki imponerades storligen av Annos kvaliteter och satte honom genast på att animera en av nyckelscenerna i filmen, den där "soldatguden" anländer till krigsskådeplatsen. November 1984 hade filmen japansk biopremiär, och biljettköerna ringlade långa.

### Studio Ghiblis tidiga år
Framgången med långfilmen Nausicaä från Vindarnas dal ledde till bildandet av den egna animationsstudion – Studio Ghibli. Miyazaki startade den tillsammans med sin kollega och mentor Isao Takahata och på direkt förslag från Toshio Suzuki, då redaktör på branschtidningen Animage där Miyazakis manga Nausicaä från Vindarnas dal publicerades. Suzuki skulle snart byta roll och börja arbeta som producent hos Studio Ghibli, med filmer regisserade av antingen Miyazaki eller Takahata.

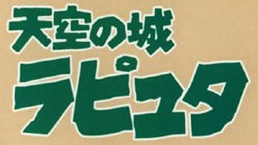
Laputa – slottet i himlen, första filmen på Studio Ghibli.

Första filmen – 1986 års Laputa – Slottet i himlen – tog upp teman från både Mirai shōnen Conan, ett då ofärdigt TV-seriekoncept av Miyazaki (se Fushigi no umi no Nadia) samt SF-klassikern Gullivers resor. 1988 års Min granne Totoro, om en liten familj som flyttar till landet och de fantastiska naturvarelser de stöter på, var någorlunda framgångsrik vid sin premiär. Filmens runda "troll" Totoro har dock med åren vuxit ut till den kanske mest populära av Miyazakis skapelser och jämförs ibland – både i stil och popularitet – med Nalle Puh.

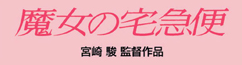
Kikis expressbud var Studio Ghiblis första bästsäljande film.

1989 års Kikis expressbud, kretsande kring en tolvåring häxa (och ursprungligen tänkt att regisseras av en yngre studiotalang), blev studions första kassasuccé på Japans biografer. 1992 års Porco Rosso sprang å sin sida fram ur en kort manga som Miyazaki tecknat för tidningen Model Graphix. I den filmen återgick han, efter de två föregångarnas natur- respektive småstadskänsla, till mer krigiska (= krigskritiska) teman. Porco Rosso var också en utflykt till ett av Miyazakis favoritämnen – flygning – och huvudrollens Marco/Porco (italiensk pilot) hade vissa drag gemensamma med Miyazaki själv.

### Två storproduktioner
Efter Porco Rosso dröjde det fem år till nästa Miyazaki-film, den 135 minuter långa, episka fantasyberättelsen Prinsessan Mononoke. Historien var delvis baserad på Miyazakis ofärdiga filmskisser med samma namn från 1980 (publicerad 1993 som illustrerad bok), delvis i samma civilisationskritiska ram som Nausicaä-mangan (och filmen, som endast visade upp en liten del av den färdiga serien). Vid sin premiär 1997 var filmen Studio Ghiblis största projekt, och den nådde också stora kommersiella framgångar. Filmen om "skogsflickan" San (uppvuxen bland djuren som en gång Mowgli) och emishi-prinsen Ashitaka var ett tag den mest framgångsrika filmen genom tiderna på japanska biografer. Den ingick också i ett påbörjat samarbete mellan Studio Ghibli och Disney, vars globala resurser de kommande åren skulle komma att göra Miyazaki till ett välkänt namn inom internationell familjeunderhållning. Den påkostade och ambitiöst producerade filmen frestade också på Miyazakis kraft; efter filmen sa han sig vilja gå i pension, ett beslut som han dock drog tillbaka.
2001 hade nästa Miyazaki-film premiär. Inspirationen till Spirited Away, en fantasyberättelse om en tioårig flicka som hamnar i andarnas rike, kom den här gången från Miyazakis möten med unga flickor i samma ålder. Han ville ge den målgruppen en berättelse där någon som de själva kunde få vara hjälte. Filmen kom att bli den mest framgångsrika av Miyazakis filmer, sålde 23 miljoner japanska biobiljetter och belönades med en Oscar-statyett.

### Vandrande slott och olydig fiskprinsessa
2004 års Det levande slottet skulle egentligen ha regisserats av Mamoru Hosoda. Samarbetsproblem mellan honom och Miyazaki ledde till Hosoda lämnade studion och därefter istället inledde ett framgångsrikt samarbete med studion Madhouse (se Toki o kakeru shōjo). Miyazakis berättelse baserade sig, som flera gånger tidigare, på en anglosaxisk fantasybok. Vid sidan om ramberättelsen om den unga hattmakerskan, som råkar ut för en förbannelse och tar tjänst på en trollkarls vandrande slott för att råda bot på det hela, innehåller filmen ett antal krigsscener. Bakgrunden till dem kom möjligen[källa behövs] från Miyazakis känslor efter att USA några år tidigare både invaderat Afghanistan och Irak; invasionen av Irak var den direkta orsaken till att Miyazaki inte åkte till Hollywood för att ta emot sin Oscarstatyett.

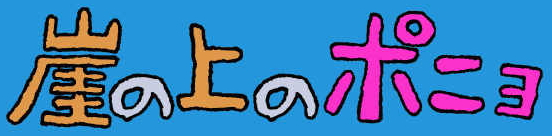
Ponyo på klippan vid havet blandade Andersen med Wagner.

2008 regisserade Miyazaki Ponyo på klippan vid havet, en berättelse om mötet mellan en femårig skepparson och en guldfiskprinsessa på rymmen. Den var helt manuellt animerad, i ett akvarelliknande stil. Den barnvänliga och lekfulla filmen, som både hade drag av H.C. Andersens Den lilla sjöjungfrun och Wagners operafigurer (titelfiguren bar egentligen det wagnerska namnet Brünnhilde), fick många att dra paralleller med Min granne Totoro. Inspiration till femåringen Sōsuke kom från Miyazakis egen son Gōro, som han mindes från samma ålder. Ironiskt nog var relationerna mellan far och son under dessa år inte den allra bästa, efter att Gōro – mot faderns vilja – av studion fått lov att regissera den Le Guin-baserade film som Hayao Miyazaki själv inte fått lov till 26 år tidigare.

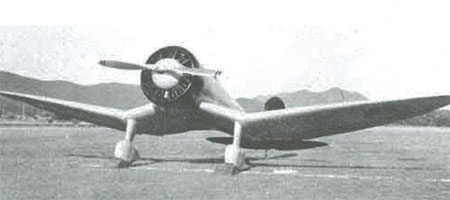
Det blåser upp en vind handlar om ett av Miyazakis favoritämnen – flygplan och flygning. Filmen är en delvis fiktiv biografi över flygplanskonstruktören Jirō Horikoshis liv.

### Tillbakablick till barndomen
Under 2010 spreds ett rykte, utifrån en intervju i tidningen Cinema Today, att Miyazaki skulle ta sig an sin första uppföljare genom att göra en Porco Rosso 2. Även en presentationssida på Internet Movie Database om denna film dök upp, och filmen sades på engelska få titeln Porco Rosso: The last sortie. Det hela visade sig vara en feltolkning av det som Miyazaki sade i intervjun, där han bland annat tog upp idéer som fanns på en uppföljare men som han inte ansåg skulle fungera.
Under 2013 presenterade Miyazaki slutligen sitt projekt – Det blåser upp en vind, återigen en långfilm delvis baserad på en kortare Miyazaki-manga. Den producerades parallellt med Isao Takahatas Sagan om prinsessan Kaguya, och detta blev den första gången sedan 1988 som Studio Ghibli haft premiär på två filmer under samma år. Miyazakis film hade för ovanlighets skull inte en kvinnlig hjälte i huvudrollen. Den var en personligt hållen biografi över en av Miyazakis egna barndomsidoler, en ingenjör som liksom han själv ägnade timme efter timme vid sitt ritbord i sin kärlek till flygplan.
När Det blåser upp en vind visades på 2013 års Venedigfestival, meddelade studiochefen Kōji Hoshino 1 september att detta var Miyazakis sista film (som regissör). Miyazaki höll själv en presskonferens fem dagar senare, där han förklarade att åldern börjat ta ut sin rätt. Han sa att Det blåser upp en vind tagit fem år av hans liv, och att nästa film skulle ha tagit än mer tid att göra. Inför närmare 600 reportrar meddelade Miyazaki att han nu kände sig fri att göra vad han vill och att han skulle ta itu med projekt som länge önskat göra och att det inte hade med animation att göra.
Ett par månader senare (16 november) hade dokumentären Yume to kyōki no ōkoku ('Drömmarnas och galenskapens rike') biopremiär. Dokumentärfilmen är en sorts summering av Miyazakis och hans kollega Takahatas karriärer och presenterar även producenten Toshio Suzukis – Suzuki var en av idégivarna till Studio Ghibli – arbete.
November 2014 var Miyazaki vid en ceremoni i Hollywood en av fyra mottagare av heders-Oscar. Han tog emot priset personligen – till skillnad från 2003 – och sa i sitt tacktal att han var tacksam över ha fått vara en del av "den sista eran när vi kan göra filmer med papper och penna". Dessutom nämnde han att hans 50-åriga animationskarriär underlättats betydligt av det faktum att hans hemland under tiden inte varit inblandat i något krig. Före prisutdelningen presenterades Miyazaki i ett långt hyllningstal av John Lasseter. Denne sa bland annat att första gången han såg Slottet i Cagliostro var en händelse som påverkade hela hans liv.

### Återkomst 2023
Från och med Prinsessan Mononoke 1997 har i princip varje långfilmsprojekt från Miyazaki omgetts av besked om hans snarare pensionering. Detta till trots har han efter millennieskiftet stått för regin till ytterligare fem långfilmer, inklusive några av hans mest framgångsrika. Studion lades tillfälligt på is efter Det blåser upp en vind, men senare återstartades den för att bland annat producera den 3D-animerade Aja och häxan av Gorō Miyazaki. 2023, tio efter den föregående filmen, återkom Hayao Miyazaki med Pojken och hägern, ett existentiellt fantasydrama och försöken att återfinna en förlorad anförvant, parallella drömvärldar, märkliga varelser – allt i andra världskrigets skugga. Filmen, som delvis är baserad på en bok av Genzaburo Yoshino från 1937, har hämtat inspiration från Miyazakis egen uppväxtmiljö och familj. Marknadsföringen av filmen var minimal, vilket inte hindrade Pojken och hägern att bli den mest framgångsrika Studio Ghibli-lanseringen någonsin.
Hösten 2023 var 82-årigen Hayao Miyazaki fortfarande aktiv i planeringen av nya filmprojekt, och studioledningen förnekar eventuella tal om definitiv pensionering.

### Övrig verksamhet
Hayao Miyazaki har vid sidan av sitt filmskapande arbetat med manga, efter andras eller eget manus. Han har producerat ett stort antal kortare serier för hobbytidskriften Model Graphix, däribland historier som senare blivit bearbetade till långfilmerna Porco Rosso och Det blåser upp en vind. Det längsta pågående projekt Miyazaki varit inblandad i var en manga, hans Nausicaä från Vindarnas dal (1982–1994) som hyllats av både recensenter och publik.

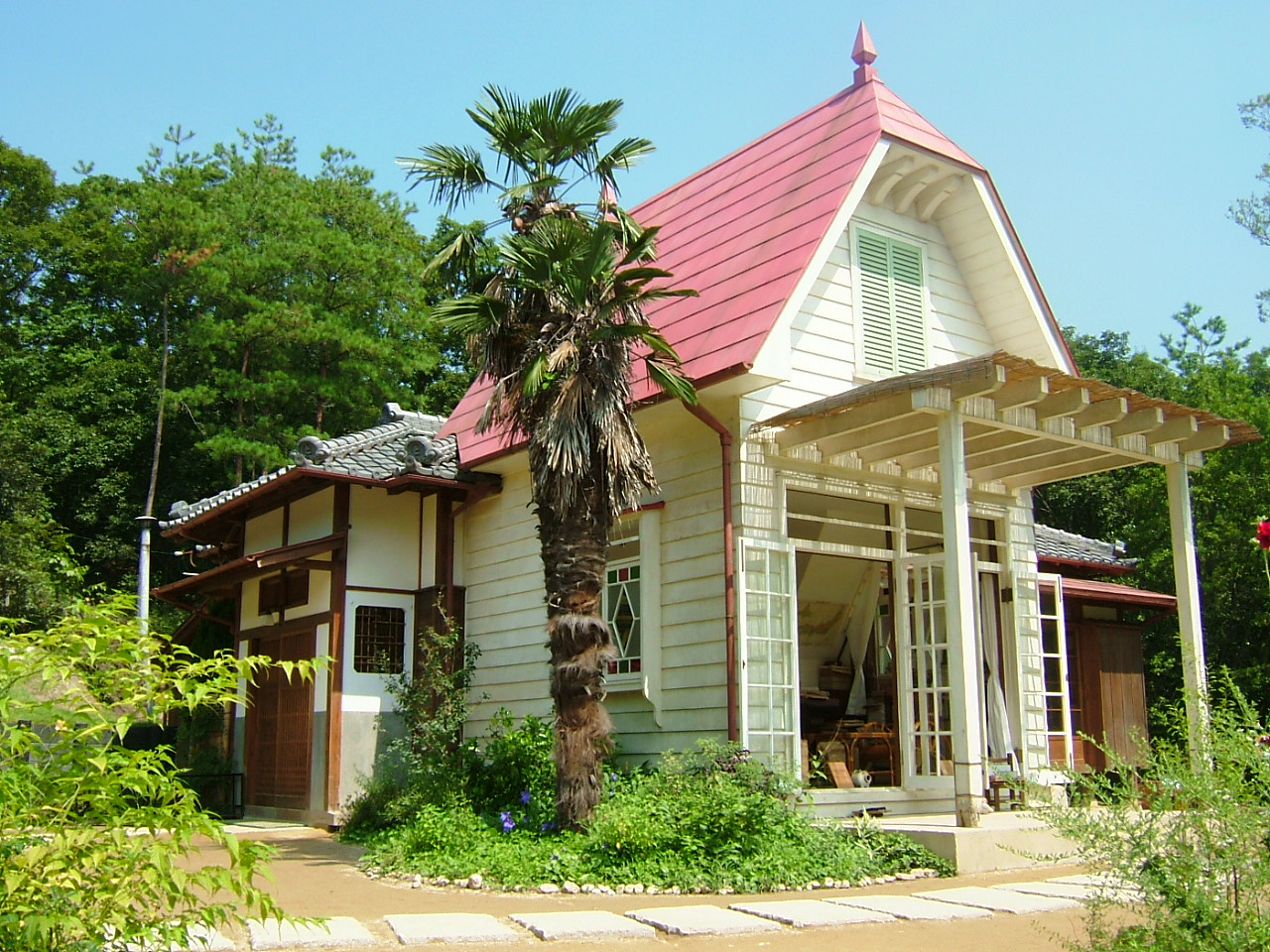
Med 1988 års Min granne Totoro (på bilden miljöer uppbyggda efter filmen) skapades en av Japans mest kända filmfigurer.

Sommaren 2015 offentliggjordes att Hayao Miyazaki i förbereder bygget av en naturnöjespark på den lilla ön Kume, nio mil söder om Okinawa inom Okinawa prefektur i södra Japan. Idén föddes när Miyazaki var involverad i ett projekt till stöd för evakuerade människor, däribland många barn, från Fukushima-olyckan 2011.
På ett 10 000 kvadratmeter stort naturområde ska en temapark skapas, baserad på miljöerna från hans filmer och avsedd att inspirera barn till en närmare naturkontakt genom alla sinnen. Han avser att själv bekosta hela projektet med en kostnad på cirka 300 miljoner yen och sedan donera det hela till samhället Kumejima. Bygget, som konstrueras med och av lokala krafter, avses starta våren 2016 med invigning 2018.

## Betydelse och stil

### Nationell och internationell betydelse
Flera av Miyazakis filmer är bland de mest sedda biofilmerna i Japan någonsin, och han är i biobiljetter räknat en av de mest framgångsrika filmregissörerna som inte verkat från USA. Han är antagligen den animeregissör som blivit mest känd i väst då filmerna Prinsessan Mononoke och Spirited Away rönt stora internationella framgångar, den senare bland annat genom att vinna en Oscar 2002 för bästa animerade långfilm.
Miyazakis filmframgångar har lett till jämförelser med namn som Walt Disney (USA), Nick Park (Storbritannien) och Steven Spielberg (USA).
Miyazaki är i hemlandet ofta måttstocken som man jämför andra filmskapare mot – både vad gäller filmernas kvalitet och kommersiella framgångar.

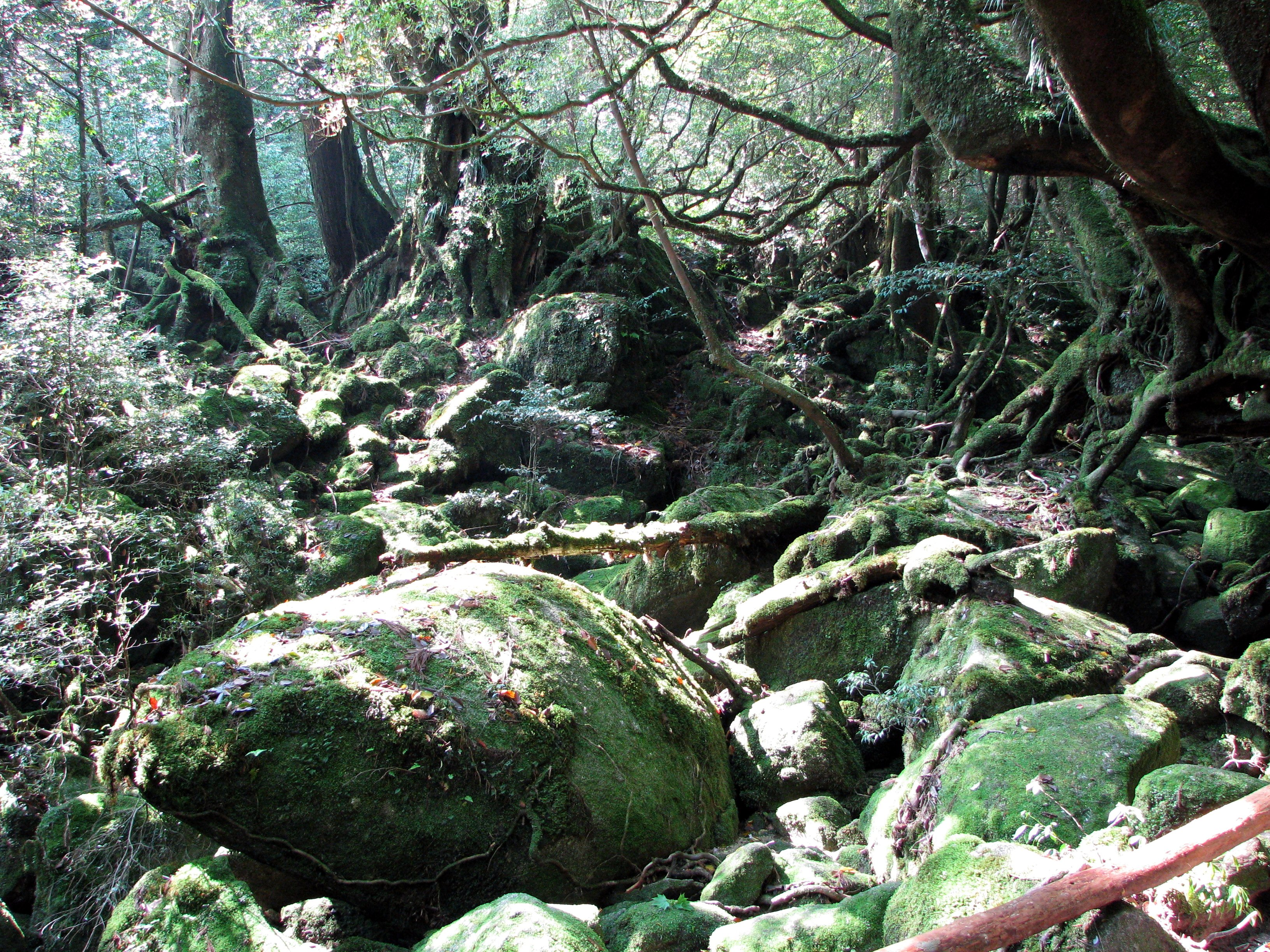
I Prinsessan Mononoke visade Miyazaki fram ett forntida Japan, där den besjälade naturen kommit i konflikt med människans ambitioner.

### Stildrag och teman
Miyazakis filmer skiljer sig visuellt från majoriteten av anime, med en förhållandevis realistisk stil som är unikt identifierbar som hans. Huvudrollsinnehavarna är vanligtvis unga, starka kvinnor eller flickor, vilket Miyazaki förklarat med att han föredrar sättet kvinnliga karaktärer bryter mot stereotyper och lättare passar in de teman som är vanliga i hans filmer. Flygplan och andra flygande maskiner är också vanliga inslag, vilket kommer från Miyazakis egen kärlek till flygande och flygplan. 
Samtidigt som mangan Kaze no tani no Naushika utforskar människans mörkare sidor finns även där det drag av optimism som är så vanligt i hans filmer, i form av orubblig tro på den mänskliga anden och viljan att leva. Miyazaki vill genom optimismen i sina filmer förmedla hopp till sin huvudsakliga publik – barn och unga. Flera av hans filmer handlar således om att växa upp, men utan tydlig sensmoral eller pekpinnar.
Förhållandet mellan civilisation och natur är ett annat vanligt tema – hur människan och hennes teknologi kan samexistera med naturen, trots den sköra eggen mellan ambition och begär. Som förlängning av detta frångår många av hans filmer en förenklad, svart-vit syn på begreppen ond och god genom att visa förståelse för alla sidor i en konflikt. Miyazaki vågar på så vis även bryta sig loss från den klassiska dramaturgiska modellen och ägnar sig i oftast åt de inre konflikterna hos filmgestalterna, den där tvekan mellan handling och icke-handling är central.
Även om västerländska berättelser och mytologi ligger till grund för många av filmerna, har Miyazaki också gjort flera filmer baserade på japansk mytologi och kultur. Det inkluderar Min granne Totoro och Spirited Away.
Anime- och mangaexperten Simon Lundström menar att jämförelserna med Walt Disney är dåliga och att en jämförelse med Astrid Lindgren vore mer rättvis.

## Familj
Hayao Miyazaki gifte sig 1965 med animatörskollegan Akemi Ōta. De har två barn tillsammans, varav det ena (Gorō Miyazaki) även varit aktiv som filmregissör på Studio Ghibli med Legender från Övärlden och Uppe på vallmokullen.

## Filmografi

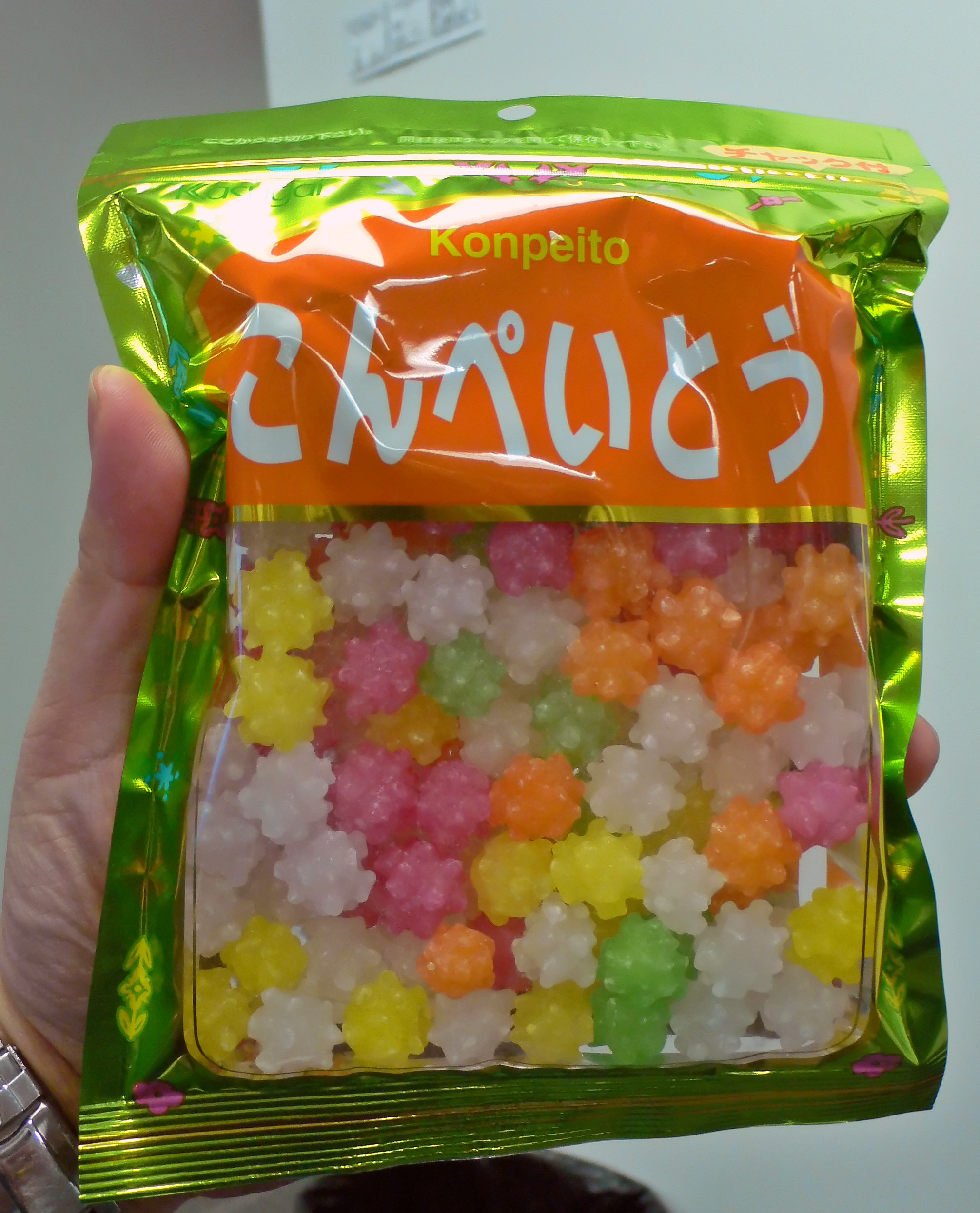
Oscar-belönade Spirited Away var ett nytt möte mellan människa och andevärld. Några av varelserna livnärde sig på den här sortens godis.

### Långfilmer
- 1968 – Solprinsen Hols äventyr (nyckelanimatör)
- 1969 – Mästerkatten i stövlar (chefsanimatör), svensk premiär 3 november 1973
- 1971 – Jakten på skattkammarön (berättarkonsulent och animatör), svensk premiär 10 december 1972
- 1979 – Slottet i Cagliostro (regi och manus)
- 1984 – Nausicaä från Vindarnas dal (regi och manus)
- 1986 – Laputa – Slottet i himlen  (regi och manus)
- 1988 – Min granne Totoro  (regi och manus)
- 1989 – Kikis expressbud  (regi och manus)
- 1992 – Porco Rosso  (regi och manus)
- 1994 - Pompoko (producent)
- 1995 – Om du lyssnar noga (manus)
- 1997 – Prinsessan Mononoke (regi och manus), svensk biopremiär 2011
- 2001 – Spirited away (regi och manus)
- 2002 – Katternas rike (koncept och producent)
- 2004 – Det levande slottet (regi och manus)
- 2006 – Legender från Övärlden (koncept)
- 2008 – Ponyo på klippan vid havet  (regi och manus)
- 2010 – Lånaren Arrietty (manus och producent), svensk biopremiär 2 november 2011
- 2011 – Uppe på vallmokullen (manus), svensk biopremiär 2012
- 2013 – Det blåser upp en vind  (regi och manus), svensk biopremiär 4 april 2014
- 2023 – Pojken och hägern  (regi och manus), svensk biopremiär 24 november 2023

### Övrig regi
- 1971–72 – Lupin III, del 1 (animation), sändes på japansk tv
- 1977–80 – Lupin III, del 2, sändes på japansk tv åren 1977–80. Miyazaki regisserade episoderna 145 och 155 (under pseudonymen Tsutomu Teruki).
- 1978 – Mirai shōnen Conan (TV-serie)
- 1984 – Sherlock Hund (TV-serie), regisserade 6 av 26 avsnitt
- 1995 – On Your Mark, musikvideo för Chage and Aska

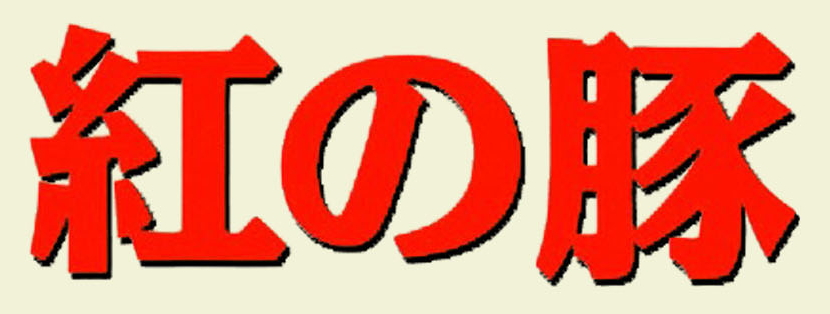
1992 års Porco Rosso började sitt liv som en kort Miyazaki-manga.

## Tecknade serier
Nedan listas de olika tecknade serier Hayao Miyazaki producerat under sin karriär – ofta inemellan de olika filmprojekten:
- 1969: Nagagutsu wo haita neko (serieversion av filmen Mästerkatten i stövlarna)
- 1969–70: Sabaku no tami ('ökenfolket'; dagstidningsserie för en barnpublik)
- 1972: Dōbutsu takarajima ('djurskattkammarön'; serieversion av filmen Jakten på skattkammarön)

- 1982–94: Nausicaä från Vindarnas dal
- 1982: "Imōto he" ('till min syster'; 6-sidig "seriedikt" om en pojkes dröm)
- 1983: Shuna no tabi ('Shunas resa'; 147-sidig manga i akvarell i litet format, med många motiv gemensamma med Nausicaä…)
- 1990: "Hikōtei jidai" ('flygbåtarnas tidsålder'; 15-sidig manga i akvarell och som Porco Rosso är baserad på; följetongspublicerad i tidningen Model Graphix och del av Miyazakis seriesvit Zassō nōto)
- 1992: Zassō nōto ('dagdrömsanteckningar'; svit av kortare serier som Miyazakis tecknat sporadiskt i tidningen Model Graphix sedan 1984)
- 1994: Hansu no kikan ('Hans återkomst'; manga i akvarell om den fiktiva personen Hans – en tysk stridsvagnsmekaniker – äventyr; följetongspublicerad i Model Graphix)
- 1994: "Kūchū de oshokuji" ('äta uppe i luften'; kort manga i akvarell om måltidernas historia inom flyget)
- 1998–99: "Doramire no tora" ('tigrar täckta av lera'; manga i akvarell baserad på den tyska stridsvagnskommendanten Otto Carius memorarer; följetongspublicerad i Model Graphix under rubriken "Mōsō nōto")

## Utmärkelser och erkännanden (urval)

### Oscar
- 2002 vann Spirited Away en Oscar för bästa animerade film.[36]
- 2006 var Det levande slottet nominerad till priset för bästa animerade film.[36]
- 2014 var Det blåser upp en vind nominerad till priset för bästa animerade film.[37]
- 2014, i november, mottog Miyazaki en heders-Oscar för sitt livs verk.[26]
- 2024, vann Pojken och hägern en Oscar för bästa animerade film.[38]

### Japanska filmakademipriser
Miyazakis produktioner har vid ett flertal tillfällen nominerats till eller vunnit pris vid Nippon Academy-shō-utdelningarna.
- 2007 var Legender från Övärlden nominerad till bästa animerade film.
- 2009 vann Ponyo på klippan vid havet priset för bästa animerade film.
- 2011 vann Lånaren Arrietty priset för bästa animerade film.
- 2012 vann Uppe på vallmokullen (med manus av Hayao Miyazaki) priset för bästa animerade film.[39]

### Tokyo Anime Award
- 2012 vann Uppe på vallmokullen (som priset för årets animerade film).

### Övrigt
- Asteroiden 8883 Miyazakihayao är uppkallad efter honom.[40]

### Källnoter
1. ↑  Cavallaro, Dani (2006): The Anime Art of Hayao Miyazaki, s 182. McFarland & Company. Läst 25 februari 2014. (engelska)
2. ↑  Feldman, Steven (1994-06-24). ”Hayao Miyazaki Biography” (på engelska) (plain text). Hayao Miyazaki Biography. Nausicaa.net. http://www.nausicaa.net/miyazaki/miyazaki/miyazaki_biography.txt. Läst 24 februari 2014.
3. 1 2 3  "Biography". Nausicaa.net. Läst 30 mars 2014. (engelska)
4. 1 2 3 4 5  "Details about Miyazaki". Nausicaa.net. Läst 30 mars 2014. (engelska)
5. 1 2 3 4 5 6 7 8 9 10  Feldman, Steven: "Hayao Miyazaki Biography, Revision 2". Nausicaa.net, 1994-06-24. Läst 30 mars 2014. (engelska)
6. ↑  McCarthy 1999, s. 26ff
7. ↑  Helen McCarthy, Hayao Miyazaki: Master of Japanese Animation, Stone Bridge Press, 1999, ISBN 1880656418 (engelska)
8. 1 2 3 4  (engelska) "Other films". Nausicaa.net. Läst 2 april 2014. (engelska)
9. ↑  FAQ: Kiki's Delivery Service. Nausicaa.net. Läst 2 april 2014. (engelska)
10. 1 2 3 4  La naissance du Studio Ghibli, dokumentär TV-sänd 5 juli 1998 på Nihon TV. Bonusmaterial på (fransk) DVD-box med Nausicaä från Vindarnas dal. (franska)(japanska)
11. ↑  Ebert, Roger (2001-12-23): "Reviews – My Neighbor Totoro". Rogerebert.com. Läst 24 februari 2014. (engelska)
12. ↑  "Interview: Miyazaki on Sen to Chihiro no Kamikakushi". Nausicaa.net (Animage, 2001-05). Läst 24 februari 2014. (engelska)
13. ↑  Pham, Alex (2009-07-25): "Miyazaki breaks his silent protest of America". Latimes.com. Läst 24 februari 2014. (engelska)
14. ↑  " Anime: Ponyo on the Cliff by the Sea". Tvtropes.org. Läst 24 februari 2014. (engelska)
15. ↑  " Frequently Asked Questions (FAQ)". Nausicaa.net. Läst 24 februari 2014. (engelska)
16. ↑  ”Arkiverade kopian”. Arkiverad från originalet den 6 januari 2013. https://web.archive.org/web/20130106222012/http://www.imdb.com/title/tt2481166/. Läst 27 december 2012.
17. ↑  http://www.awn.com/news/anime/miyazaki-working-porco-rosso-2
18. ↑  ”Arkiverade kopian”. Arkiverad från originalet den 31 augusti 2014. https://web.archive.org/web/20140831144653/http://myanimelist.net/forum/?topicid=256817. Läst 27 december 2012.
19. ↑  Christopher O'Keeffe (2013-11-23): "Review: Takahata's THE TALE OF PRINCESS KAGUYA (aka THE TALE OF THE BAMBOO CUTTER) Is A Beautifully Evocative Fairy Tale". Arkiverad 3 februari 2014 hämtat från the Wayback Machine. Twitchfilm.com. Läst 24 januari 2014. (engelska)
20. ↑  Andersson, Per A.J. (2014-04-03): "Hayao Miyazaki - 50 år av annorlunda hjältesagor". Arkiverad 7 april 2014 hämtat från the Wayback Machine. Triart.se. Läst 3 april 2014.
21. ↑  AFP-JIJI (2013-09-01): "Miyazaki retiring, says Studio Ghibli chief". Japantimes.co.jp. Läst 14 februari 2014. (engelska)
22. ↑  Tartaglione, Nancy (2013-09-06): "Hayao Miyazaki Confirms Retirement From Features, But Will Maintain Ghibli Presence". Deadline.com. Läst 24 januari 2014. (engelska)
23. ↑  "Miyazaki Hayao holds a press conference regarding his retirement". Tokyohive.com, 2013-09-07. Läst 14 februari 2014. (engelska)
24. ↑  "宮崎駿監督、引退会見「今回は本気です」". Oricon.co.jp, 2013-09-06. Läst 14 februari 2014. (japanska)
25. ↑  "Studio Ghibli Documentary's Digest Video Previews Fall Film". Animenewsnetwork.com, 2013-09-24. Läst 14 februari 2014. (engelska)
26. 1 2  AP (2014-11-09): "Honorary Oscars presented to Harry Belafonte, Maureen O'Hara, Hayao Miyazaki". Cbsnews.com. Läst 19 november 2014. (engelska)
27. ↑  ”【最速レビュー】『君たちはどう生きるか』史上もっとも難解な、宮﨑駿監督の集大成 | CINEMAS＋” (på japanska). cinema.ne.jp. 14 juli 2023. https://cinema.ne.jp/article/detail/51774//. Läst 26 november 2023.
28. ↑  Schley, Matt (18 juli 2023). ”‘The Boy And The Heron’ scores biggest ever opening weekend for Hayao Miyazaki” (på engelska). Screen. https://www.screendaily.com/news/the-boy-and-the-heron-scores-biggest-ever-opening-weekend-for-hayao-miyazaki/5184127.article. Läst 26 november 2023.
29. ↑  Ryan Leston Posted Oct. 3; 2023; 2:56 P.m (3 oktober 2023). ”Hayao Miyazaki Is Already Working On His Next Film” (på engelska). IGN Nordic. https://nordic.ign.com/how-do-you-live/73656/news/hayao-miyazaki-is-already-working-on-his-next-film. Läst 26 november 2023.
30. ↑  "Kaze no Tani no Naushika". Nausicaa.net. Läst 24 januari 2014. (engelska)
31. 1 2  Kyodo (2015-09-01): "Famed animator plans children’s nature retreat in Okinawa isle forest". japantimes.co.jp. Läst 9 december 2015. (engelska)
32. 1 2  Morrison, Tim (13 november 2006). ”Hayao Miyazaki: In an era of high-tech wizardry, the anime auteur makes magic the old way”. Time Asia. Arkiverad från originalet den 23 juni 2011. https://web.archive.org/web/20110623060452/http://www.time.com/time/asia/2006/heroes/at_miyazaki.html. Läst 24 februari 2014.
33. ↑  Ishitobi, Noriki (2014-02-15): "Animated films dominate Japanese box office in 2013". Arkiverad 13 april 2014 hämtat från the Wayback Machine. Asahi.com. Läst 5 april 2014. (engelska)
34. ↑  "Moralpanik och juridik". Publicistklubbens webbplats, mars 2011. Läst den 27 juni 2012.
35. ↑  ”Manga // by Miyazaki”. nausicaa.net. http://www.nausicaa.net/miyazaki/manga/. Läst 31 maj 2019.
36. 1 2  "Results page - AMPAS". Oscars.org. Läst 24 februari 2014. (engelska)
37. ↑  "Miyazaki's The Wind Rises Nominated for Animated Film Oscar (Updated)". Animenewsnetwork.com. Läst 24 februari 2014. (engelska)
38. ↑  https://www.oscars.org/oscars/ceremonies/2024
39. ↑  http://www.animationmagazine.net/features/ghiblis-poppy-hill-wins-japans-academy-award/
40. ↑  ”Minor Planet Center 8883 Miyazakihayao” (på engelska). Minor Planet Center. https://www.minorplanetcenter.net/db_search/show_object?object_id=8883. Läst 15 juni 2023.